# André Santos
André Clarindo dos Santos (* 8. března 1983 São Paulo, Brazílie), je brazilský fotbalista, momentálně hráč klubu FC Goa z Indian Super League.
V září 2014 se nechal zlákat do nově zformované indické ligy Indian Super League do klubu FC Goa.